# Stoppage
 (novembre 2023).
Si vous disposez d'ouvrages ou d'articles de référence ou si vous connaissez des sites web de qualité traitant du thème abordé ici, merci de compléter l'article en donnant les références utiles à sa vérifiabilité et en les liant à la section « Notes et références ».
Le stoppage est une opération de tissage sophistiqué consistant à reconstituer le tissu, le plus souvent d'habillement, parfois d'ameublement, ayant subi un accident : accroc, brûlure, coup de lame ou de ciseau intempestif, etc.
Selon le type d'atteinte, la chaîne et la trame du tissu peuvent être affectées. Le stoppage reconstitue aussi bien la chaîne que la trame du tissu à l'aide d'une longue aiguille dite aiguille à stopper ou à rentrayer. Pour ce faire, la stoppeuse (car le métier fut essentiellement féminin jusqu'à ce qu'il disparaisse) récupère la gamme des fils de trame dans les ourlets et celle des fils de chaîne dans les surplus des coutures longitudinales.
Elle reconstitue chaîne et trame en respectant l'armure et le résultat après repassage est invisible sur l'endroit du travail. En revanche, sur l'envers, la place restaurée est marquée par le long dépassement des fils de travail. Ce dépassement est nécessaire, car le travail ne comprend aucun point d'arrêt qui déformerait le tissu (contrairement au travail de reprisage).
Le stoppage est un métier dérivé du rentrayage, dont il diffère par le fait que le rentrayage est une étape de la production industrielle tandis que le stoppage est une activité de service qu'on peut encore trouver chez les teinturiers de luxe. D'autre part, le résultat du rentrayage est invisible sur l'envers comme sur l'endroit. 
Jusque dans les années 1970, le CAP de rentrayage-stoppage était commun. À l'heure actuelle, le métier s'est replié vers les métiers d'art et est devenu un métier dérivé du travail du lissier.